# Lista monumentelor istorice din județul Dâmbovița - Ș

Simbol utilizat pentru monumentele istorice

Lista monumentelor istorice din județul Dâmbovița - Ș cuprinde monumentele istorice înscrise în Patrimoniul cultural național al României și aflate în localități din județul Dâmbovița al căror nume începe cu litera Ș. 
Lista completă este menținută și actualizată periodic de către Ministerul Culturii, Cultelor și Patrimoniului Național din România, prin intermediul Institutului Național al Patrimoniului, ultima versiune datând din 2015. Această listă cuprinde și actualizările ulterioare, realizate prin ordin al ministrului culturii.
Puteți căuta un monument din județul Dâmbovița folosind formularul de mai jos sau puteți naviga prin toate monumentele din județ la lista monumentelor istorice din județul Dâmbovița.
| Cod LMI                              | Denumire                                                           | Localitate                  | Localizare                                                                                         | Datare, Creatori                                   | Imagine               | Erori             |
| ------------------------------------ | ------------------------------------------------------------------ | --------------------------- | -------------------------------------------------------------------------------------------------- | -------------------------------------------------- | --------------------- | ----------------- |
| DB-I-s-B-17133 (RAN: 68896.01)       | Așezare                                                            | sat Șelaru; comuna Șelaru   | „În Mlăci”, pe malul stâng al râului Glavacioc, la 2,5 km SSV de localitate, lângă pădurea Calanga | Epoca bronzului, Cultura Tei                       | Încarcă foto \| video | Raportează eroare |
| DB-I-s-B-17134 (RAN: 68896.02)       | Situl arheologic de la Șelaru, punct „La Hotar”                    | sat Șelaru; comuna Șelaru   | „La Hotar”, la limita cu jud. Giurgiu, pe malul stâng al Glavaciocului și la 3 km S de localitate  | Epoca bronzului, Cultura Tei                       | Încarcă foto \| video | Raportează eroare |
| DB-I-m-B-17134.01 (RAN: 68896.02.02) | Așezare                                                            | sat Șelaru; comuna Șelaru   | „La Hotar”, la limita cu jud. Giurgiu, pe malul stâng al Glavaciocului și la 3 km S de localitate  | sec. IX - X, Epoca medievală timpurie              | Încarcă foto \| video | Raportează eroare |
| DB-I-m-B-17134.02 (RAN: 68896.02.01) | Așezare                                                            | sat Șelaru; comuna Șelaru   | „La Hotar” la limita cu jud. Giurgiu, pe malul stâng al Glavaciocului și la 3 km S de localitate   | sec. IV - III a. Chr., Latène, Cultura geto-dacică | Încarcă foto \| video | Raportează eroare |
| DB-II-m-B-17704                      | Casa Maria Zegheru                                                 | sat Șotânga; comuna Șotânga | | sec. XIX                                           | Încarcă foto \| video | Raportează eroare |
| DB-II-a-B-17705                      | Casa Grigorie Preda                                                | sat Șotânga; comuna Șotânga | | sec. XIX                                           | Încarcă foto \| video | Raportează eroare |
| DB-II-m-B-17706                      | Biserica „Sf. Nicolae”, „Sf. Ioan”, „Sf. Voievozi” și „Sf. Ștefan” | sat Șotânga; comuna Șotânga | Str. Brâncoveanu Constantin 306                                                                    | 1836 - 1838                                        | Încarcă foto \| video | Raportează eroare |